# Мило Радуловић
Мило Радуловић (енгл. Milo John Radulovich; Детроит, 28. октобар 1926 — Лансинг, Мичиген , 19. новембар 2007) је био амерички метеоролог српског порекла, најпознатији по томе што је као жртва макартистичких прогона, својим случајем посредно нагнао америчку јавност да се окрене против сенатора Џозефа Макартија.
Године 1953. Радуловић је био резервни поручник Америчког ратног ваздухопловства. Претпотстављени су му тада хтели одузети чин због наводне повезаности са комунистима. Разлог је био у томе што је његов отац, родом из Србије, настојао бити у току збивања у својој отаџбини тако што се претплатио на новине из тадашње комунистичке Југославије. Радуловић је одбио захтев да поднесе оставку, па му је чин одузет. За случај се заинтересовао познати ТВ-водитељ Едвард Р. Муров и снимио о томе репортажу за своју емисију Си ит нау. Она је емитована 20. октобра 1953. и сматра се прекретницом након које се јавност почела окретати против лова на вештице. Месец дана након емисије је Радуловићу враћен чин.
Након тога Радуловић је радио у Националној метеоролошкој служби, након тога као водећи метеоролог аеродрома у Лансингу, где је 1994. отишао у пензију.
Умро је 2007. године од мождане капи.